# Frédéric Nimani
Frédéric Nimani (Marsella, Francia, 8 de octubre de 1988) es un futbolista francés de ascendencia chadiana. Juega de delantero y su actual equipo es la FC Istres de la Ligue 2 de Francia.

## Trayectoria
Nimani se formó en las categorías inferiores del AS Monaco. Debutó en el primer equipo la temporada 2006-2007. La primera parte de la temporada 2007-2008 estuvo cedido en el Football Club Lorient-Bretagne Sud de la Ligue 2, donde solo jugó dos partidos y no marcó ningún gol. En enero de 2008 fue cedido al Club Sportif Sedan Ardennes de la Ligue 1, donde jugó 6 partidos y tampoco anotó ningún gol. La temporada 2008-2009 pasó a formar parte del primer equipo del AS Mónaco.

## Selección nacional
Ha sido internacional con la Selección de fútbol de Francia Sub-21.

## Clubes
| Club        | País       | Año       |
| ----------- | ---------- | --------- |
| AS Mónaco   | Francia    | 2005-2007 |
| FC Lorient  | Francia    | 2007-2008 |
| CS Sedan    | Francia    | 2008      |
| AS Mónaco   | Francia    | 2008-2010 |
| Burnley FC  | Inglaterra | 2010      |
| FC Nantes   | Francia    | 2010-2011 |
| AS Monaco   | Francia    | 2011-2012 |
| PAOK FC     | Grecia     | 2012      |
| AS Monaco B | Francia    | 2012-2013 |
| FC Istres   | Francia    | 2013-     |